# Dvůr Králové nad Labem
Dvůr Králové nad Labem (en allemand : Königinhof an der Elbe) est une ville du district de Trutnov, dans la région de Hradec Králové, en Tchéquie. Sa population s'élevait à 15 339 habitants en 2024.

## Géographie
Dvůr Králové nad Labem est arrosée par l'Elbe (en tchèque : Labe) et se trouve à 17 km au sud-ouest de Trutnov, à 25 km au nord de Hradec Králové et à 106 km à l'est-nord-est de Prague.
La commune est limitée par Nemojov, Vítězná et Kocbeře au nord, par Choustníkovo Hradiště à l'est, par Stanovice, au sud-est, par Hřibojedy, Libotov et Doubravice au sud, et par Třebihošť et Bílá Třemešná à l'ouest.

## Histoire
La première mention écrite de la localité date de 1270.

## Population
Recensements (*) ou estimations de la population de la commune dans ses limites actuelles :
| 1869* | 1880* | 1890*  | 1900*  | 1910*  | 1921*  |
| ----- | ----- | ------ | ------ | ------ | ------ |
| 8 365 | 8 902 | 10 898 | 13 201 | 17 766 | 15 615 |

| 1930*  | 1950*  | 1961*  | 1970*  | 1980*  | 1991*  |
| ------ | ------ | ------ | ------ | ------ | ------ |
| 18 839 | 16 083 | 16 904 | 16 828 | 17 911 | 16 976 |

| 2001*  | 2016   | 2017   | 2018   | 2019   | 2020   |
| ------ | ------ | ------ | ------ | ------ | ------ |
| 16 381 | 15 882 | 15 839 | 15 733 | 15 594 | 15 550 |

| 2021*  | 2022   | 2023   | 2024   | - | - |
| ------ | ------ | ------ | ------ | - | - |
| 14 950 | 15 170 | 15 348 | 15 339 | - | - |

## Administration
La commune se compose de six sections :
- Dvůr Králové nad Labem
- Lipnice
- Verdek
- Zboží
- Žirecká Podstráň
- Žireč

## Transports
Par la route, Dvůr Králové nad Labem se trouve à 13,5 km de Jaroměř, à 20 km de Trutnov, à 37 km de Hradec Králové et à 131 km de Prague.

## Personnalités nées dans la commune
- Ferdinand Albin Pax (1858-1942), botaniste allemand ;
- Otto Gutfreund (1889-1927), sculpteur tchèque ;
- Karl Freund (1890-1969), réalisateur et directeur de la photographie allemand ;
- Jan Zdeněk Bartoš (1908-1981), compositeur classique tchèque ;
- Karolína Grohová (née en 1990), fondeuse tchèque ;
- Josef Král (né en 1990), pilote automobile tchèque.

## Jumelages
- Verneuil-en-Halatte (France)
- Piegaro (Italie)
- Kamienna Góra (Pologne)